# John Christopher Smith
John Christopher Smith (nacido Johann Christoph Schmidt; Ansbach, Alemania, 1712-Bath, Somerset, Inglaterra, 3 de octubre de 1795) fue un compositor inglés de finales del Barroco y principios del Clasicismo.
Era hijo de un amigo de la infancia de Handel, quien se lo llevó con el a Londres y fue su maestro. En Londres estrenó su primera ópera Terawinta (1732) después, cuando Handel se quedó ciego, le dictaba a Smith sus composiciones y le hizo su sustituto al piano y órgano. Tras la muerte del maestro continuó durante algún tiempo las grandes audiciones de sus oratorios.

## Obras destacadas
Smith compuso numerosas óperas, de entre las que cabe destacar las siguientes:
- Ulyses (1733);
- Rosalinda (1739);
- Dario (1746)
- Issipile (1746);
- Ciro riconosciuto, The Fairies (1756);
- The Tempest (1756);
- Medea.

También va compuso los oratorios Paradise Lost (1758); David's lamentation over Saul and Jonatham; Nabal, y Gedeon; Daphné,; diversas cantatas; sonatas para clavecelo, y música de iglesia.